# Setge d'Artà
El Setge d'Artà fou una de les batalles de la Croada contra Al-Mayûrqa de Jaume el Conqueridor, esdevinguda el 1230.

## Antecedents
Després del Setge de Madîna Mayûrqa i l'assassinat del darrer valí musulmà de Mayurqa, Abū Yahyà Muhammad ibn 'Alī ibn Abī 'Imrān al-Tinmalālī, Abu Hafs ibn Sayrî fugí vers les muntanyes on reuní 16.000 supervivents a la massacre que seguí a la caiguda de Madîna Mayûrqa. i la insurgència mayurquina es fortificà als castells d'Alaró, Pollença, Santueri. així com a la Serra de Tramuntana, on Aleshores els mayûrquins nomenaren com a nou cabdill i senyor a Xuiap de Xivert. La majoria de cavallers i homes van tornar a Catalunya, i Jaume el Conqueridor hagué de desestimar sengles cavalcades amb una host reduïda a la banda occidental de la serra de Tramuntana i les muntanyes d'Inca per massa perillós.

## El setge
Informat Jaume el Conqueridor d'una cova amb 60 sarraïns armats, el 19 de març de 1230, Nunó Sanç I de Rosselló i Cerdanya i Hug de Forcalquier surten amb el rei de Ciutat cap a Artà establint un campament al peu de la costa, a la vora d'un riu. L'atac consistí inicialment a combatre la porta de les coves, des d'on els atrinxerats podien atacar amb pedres als assetjants. Després d'incendiar les barricades, s'oferí la rendició, que es dugué a terme el 21 de març.

## Conseqüències
El rei va tornar a Catalunya el novembre de 1230. El 1231, durant la segona expedició sobre Mallorca, i després de la mort de Abu Hafs ibn Sayrî i els seus sis mil homes el mes de febrer Xuiap de Xivert es rendí a la Serra de Tramuntana, però uns 2.000 sarraïns mayûrquins es negaren a retre's en aquestes condicions i es van refugiar al castell de Pollença, que fou assetjat, on morí el cabdill mayurquí Abu-Alí Úmar.